# Jacques Pitteloud

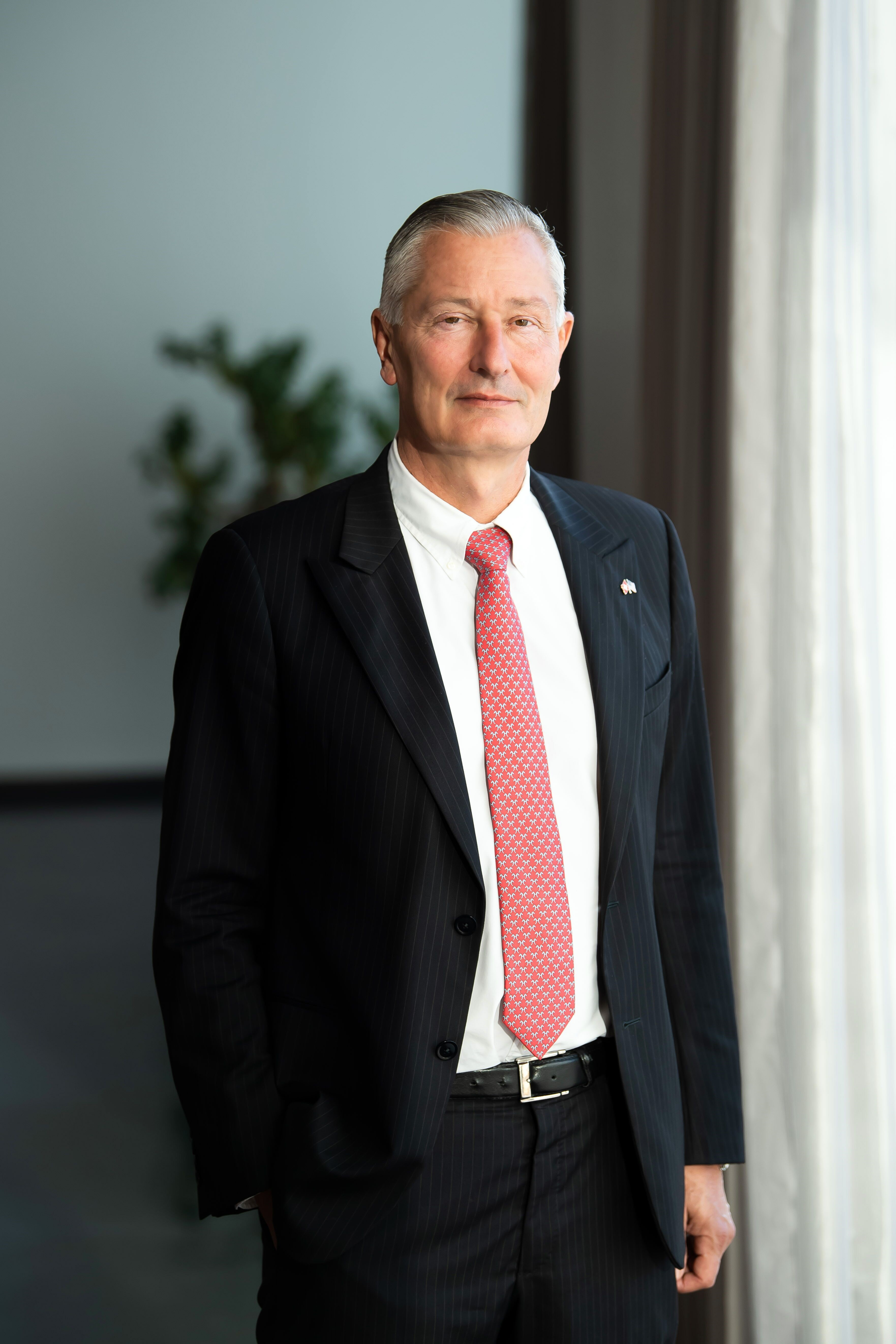
Jacques Pitteloud (2019)

Jacques Pitteloud (* 12. November 1962 in Sion) ist ein Schweizer Diplomat und ehemaliger Geheimdienstleiter.

## Leben
Jacques Pitteloud studierte Jura und wurde 1989 an der Universität Zürich promoviert. Pitteloud trat 1988 in den Dienst des Eidgenössischen Departements für auswärtige Angelegenheiten (EDA) ein. Er wurde im Jahr 2000 zum Koordinator für Nachrichtendienste ernannt. Im Jahr 2010 war er an den Plänen zur Befreiung der Schweizer Gaddafi-Geiseln in Tripolis beteiligt.
Pitteloud war von 2010 bis 2015 Schweizer Botschafter in Kenia. Er wurde danach zum Direktor für Ressourcen des EDA berufen. Im Herbst 2019 wurde er Schweizer Botschafter in Washington und im Sommer 2024 als solcher nach Brüssel berufen. Dort ist er auch ständiger NATO-Vertreter der Schweiz.
Im Jahr 2016 wurde die Bundesanwaltschaft vom Eidgenössischen Justiz- und Polizeidepartement (EJPD) ermächtigt, Untersuchungen gegen Pitteloud wegen versuchter Nötigung anzustellen. Diese Untersuchungen stehen im Zusammenhang mit der Korruptionsaffäre Anglo-Leasing in Kenia, als 2006 mehrere kenianische Regierungsmitglieder zurücktreten mussten. Von diesem Vorwurf wurde er vom Bundesgericht 2018 freigesprochen.
Pitteloud ist mit einer Ruanderin verheiratet, die den Tutsi angehört.

## Schriften
- Ideologisch motivierte Gewalttätigkeit in Westeuropa : Überlegungen zur Krise des liberalen Rechtsstaates. Zürich 1989 (Diss. jur. Univ. Zürich).